# Bourdeau
Bourdeau är en kommun i departementet Savoie i regionen Auvergne-Rhône-Alpes i sydöstra Frankrike. Kommunen ligger i kantonen La Motte-Servolex som tillhör arrondissementet Chambéry. År 2022 hade Bourdeau 579 invånare.

## Befolkningsutveckling
Antalet invånare i kommunen Bourdeau
| Referens: INSEE |